# 漏谷穴
漏谷穴（ろうこくけつ）は、足の太陰脾経に所属する7番目の経穴である。

## 部位
内果の上6寸、脛骨内側縁の骨際に取穴する

## 名前の由来
漏は滲み出る、谷は山にはさまれた陥凹部のことで三陰交穴の上3寸にあって、脛骨と腓骨に挟まれていることから名づけられた。

## 効能
腹脹、腸鳴、睾丸肥大、腿膝厥冷、麻痺、足踝腫痛、小便不利に使われる。　

## その他
禁灸穴である。